# Здание Кунцевского волисполкома
Здание Кунцевского волисполкома — деревянный дом начала XX века в Можайском районе Западного округа Москвы (современный адрес — проезд Загорского, дом № 23), объект культурного наследия федерального значения. Бывшая дача банкира Адольфа Юнкера, построенная по проекту Адольфа Эрихсона. После революции, в 1918—1920 годах здесь неоднократно выступал В. И. Ленин.

## История
Здание является редким образцом дореволюционных дач и сохранившегося в Москве деревянного зодчества в целом. Дом, окруженный парком с фруктовыми и лесными деревьями, был построен для банкира Адольфа Юнкера в начале XX века, когда Кунцево являлось подмосковным дачным предместьем. Автор проекта — известный мастер модерна, архитектор Адольф Эрихсон.
На даче Адольф Юнкер проводил время со своей семьёй; сохранились архивные фотографии того периода.

### Советский период
После национализации в здании разместился Исполком волостного совета Кунцево Московского уезда и губернии (волисполком).
В 1918-20 годах в стенах здания неоднократно выступал В. И. Ленин, о чём свидетельствует мемориальная табличка при входе в здание. Ленин несколько раз приезжал в Кунцево, выступая на собраниях рабочих и крестьян Кунцевской волости. Впервые он посетил Кунцево в конце июня 1918 года в поисках дачи на выходные дни. Воспользовавшись случаем, он также выступил на собрании, проходящем в местном волисполкоме. Рассказав о положении на фронтах гражданской войны, необходимости тесного союза рабочего класса и крестьян и об укреплении власти Советов, он призвал оказывать всяческую помощь Красной Армии. Весной 1919 года Ленин вновь выступил в здании волостного исполкома, обратившись к кунцевским рабочим с речью о положении на фронтах и призывом к защите страны от интервентов. Вскоре после его выступления были сформированы и отправлены на фронт несколько отрядов добровольцев.
В 1920 году Ленин принимал участие в работе беспартийной конференции рабочих и крестьян Кунцевской волости. Он рассказал собравшимся о международном и внутреннем положении, акцентировав внимание на необходимости быстрейшего восстановления промышленности и сельского хозяйства.
В 1924 году в связи с переходом к районному административному делению волисполком был переименован в райисполком.
С 1952 по 1972 год здание занимал Кунцевский Дворец пионеров, а затем Комитет комсомола.
В 1960 году Кунцево вошло в состав Москвы, после чего началась активная уплотнительная застройка района, сопровождающаяся сносом старых строений. Дом № 23 в проезде Загорского уцелел только благодаря своему ленинскому прошлому.
В 1980-х — 1990-х годах в доме находился Кунцевский краеведческий музей. Помимо фотографий и экспонатов, связанных с историей района, здесь была представлена ценная коллекция старинных монет. В 1993 году в здании музея был открыт первый в Москве специализированный нумизматический салон. По свидетельствам местных жителей, краеведческий музей Музей подвергся ограблению и был закрыт в начале 2000-х годов.

## Современное состояние
В настоящее время в здании бывшего исполкома располагается факультет дизайна Института современного искусства. Двухэтажный деревянный домик сиротливо стоит на фоне высотных новостроек.